# Bambili-bambui
Le bambili-bambui – également connu sous le nom de bambili, mbili, mbui – est une langue bantoïde des Grassfields parlée par environ 10 000 personnes (1983) dans la région du Nord-Ouest au Cameroun, dans le département du Mezam et l'arrondissement de Tubah, au nord-est de Bamenda, dans les villages de Bambili et Bambui. Elle fait partie du groupe ngemba (en).

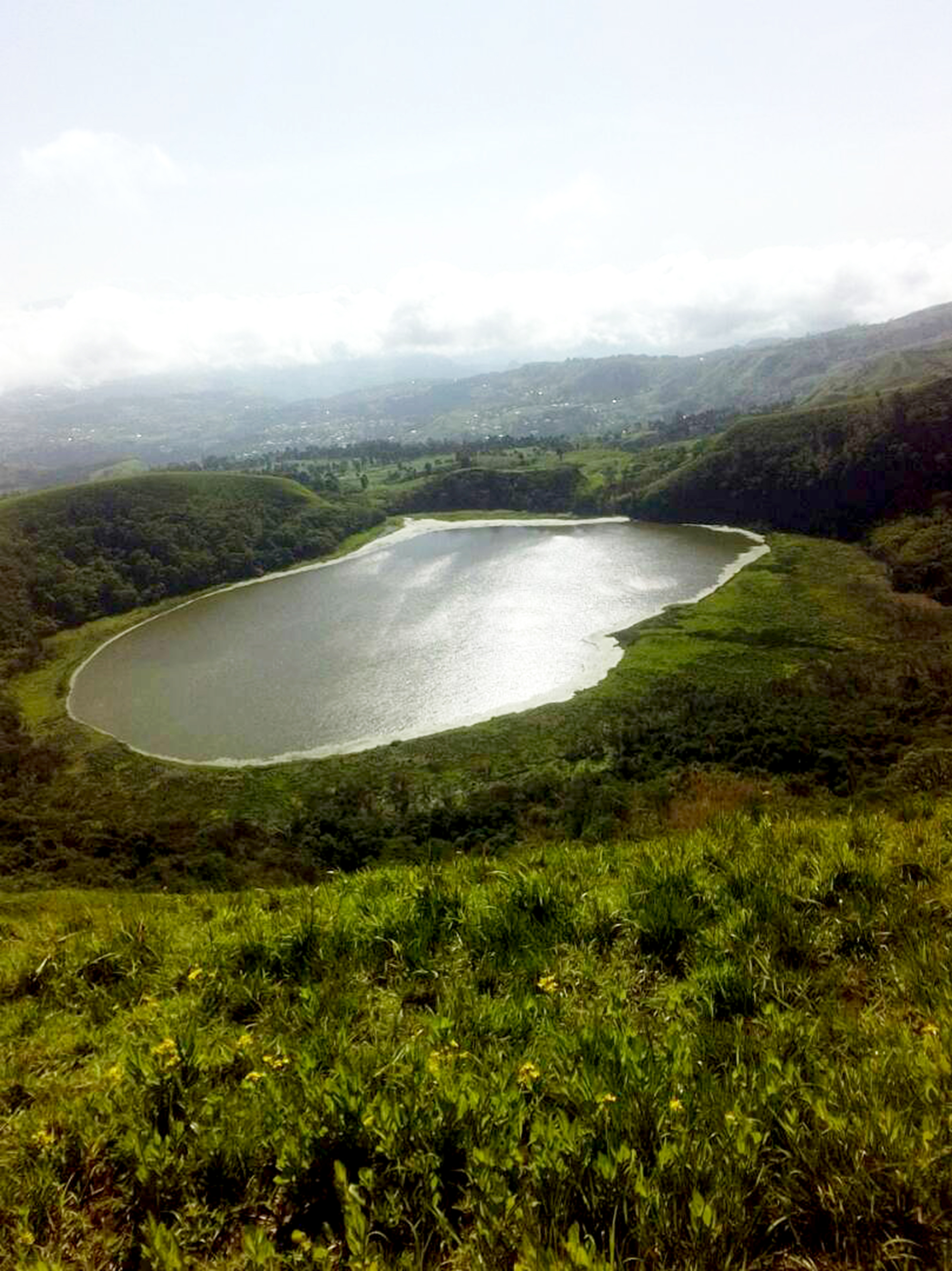
Le lac Bambili.